# Julija Teleki
Julija Teleki (мађ. Teleki Júlia, Čurug, 1944) mirovna aktivistkinja, narodna poslanica Skupštine Autonomne pokrajine Vojvodine u dva navrata, kao poslanica Demokratske zajednice vojvođanskih Mađara 1992-1994, i Saveza vojvođanskih Mađara 2000-2004).
Julija Teleki je deo ženskog mirovnog aktivizma u Srbiji, jedna od žena koje su se suprotstavile ratu u bivšoj Jugoslaviji, i koje su pomagale dezertere rata, jedna od organizatorki pobune žena u Bečeju protiv mobilizacije u septembru 1991. godine.
Ubrzo nakon toga, Julija Teleki je podržala i antiratne proteste u Adi i Senti, podržala „senćansku trojku“, kao i proteste protiv mobilizacije u Trešnjevcu, i formiranje Duhovne republike Zicer. U spašavanju dezertera i zbrinjavanju izbeglica radila je i sa Verom Vebel Tatić i Mandom Prišing, kao što su skupa bile aktivne u radu antimilitarstičko-feminističke grupe Žene u crnom iz Beograda. Osnivačica je „Pokreta za mir Vojvodine“ ogranak u Bečeju.
Značajan deo aktivizma je posvetila i „pomirenju mađarskog i srpskog naroda“, radeći na priznavanju patnje mađarskih, ali i civilnih žrtava drugih nacionalnih manjina u Vojvodini tokom, i neposredno nakon Drugog svetskog rata.

## Biografija
Julia Teleki (rođena Sabo), ratno je dete, rođena 1944. godine u Čurugu. Deset meseci kasnije njen otac je streljan, a uskoro sa majkom, dedom po majci, dve sestre i bratom, i sa ostalim preživelim Čuružanima mađarske nacionalnosti završava u radnom logoru u Bačkom Jarku, januara 1945. Kolektivna optužba je galsila da su u pitanju „ratni zločinci“, a imovina im je zaplenjena.
Nakon preživljavanja radnog logora, njena porodica se seli u Bačko Petrovo Selo, a potom Julija Teleki odlazi za Bečej, gde završava daktilografski kurs, i zasniva porodicu. Ima dva sina.

## Aktivizam
Sa početkom ratova u bivšoj Jugoslaviji, jedan sin Julije Teleki je već bio u vojsci na odsluženju vojnog roka, a njen drugi sin je mobilisan iz rezervnog sastava, što je bio neposredan povod pobune same Julije Teleki, ali i drugih Bečejki u septembru 1991. godine. Žene Bečeja su legle na lokalnu autobusku stanicu kako bi telima sprečile mobilizaciju svojih muških srodnika, istovremeno tražeći da se i ostali mobilisani muškarci, kao i oni iz redovnog sastava JNA, vrate kući sa ratišta.
Zajedno sa Nenadom Čankom, liderom Lige socijaldemokrata Vojvodine (LSV), podržala je antiratne proteste u Adi i Senti, govoreći u Senti ispred Gradske kuće, i podržavši dezertere rata pozante kao „Senćanska trojka“. Takođe, Julija Teleki je podržala i proteste u Trešnjevcu, i formiranje „Duhovne republike Zicer“.
Antiratni protesti u Potisju povezali su Juliju sa drugim mirovnim aktivistkinjama, poput Vere Vebel Tatić, Mande Prišing, Klare Balint, sa Ženama u crnom iz Beograda, ali sa aktivistkinjama sa Kosova i Metohije i u široj regiji.
Takođe, kao narodna poslanica u Skupštini AP Vojvodine, pisala je protestna pisma vlastima, obraćajući se Velljku Kadijeviću, generalu JNA i saveznom ministru odbrane SFRJ od 1988. do 1992. godine, kao i Slobodanu Miloševiću, predsedniku Republike Srbije (1989—1997) i Savezne Republike Jugoslavije (1997—2000).
Takođe, dobar deo svog angažmana posvetila je priznavanju patnje nevino stradalih žrtava mađarske nacionalne manjine, pred kraj i neposredno nakon završetka Drugog svetskog rata kojima je podignut spomenik u Čurugu.
Julija Teleki je objavila i više knjiga:
- Pogled u prošlost (мађ. Visszatekintés a múltba), Novi Sad, Kiadó, 1996,
- Tražim očev grob (мађ. Keresem apám sírját), Totovo Selo, Logos Grafikai Műhely, 1999,
- Gde su grobovi? (мађ. Hol vannak a sírok?), Bečej, Szerzői magánkiadás, 2007,
- Slike iz života (мађ. Göröngyös utakon), Bečej, Szerzői magánkiadás, 2014.

## Nagrade
- “Pál Teleki díj” u Budimpešti 2008,
- “Aracs-díj”, u Subotici,2009,
- “Árpád Fejedelem díj”, Senta
- “Arany Búzaszem Díj”, Mađarska

Dobitnica je Godišnje nagrade opštine Bečej za 2014. godinu, za višedecenijsku borbu u otkrivanju istine o žrtvama pogubljenih u Srbiji 1944 -1945. godine, kao i za ukidanje kolektivne krivice.

## Spoljašnje veze
- Logor za Nemce u Sekiću
- Kratka istorija antiratnog otpora u Srbiji 1991 – 1992